# Albums des jeunes architectes et des paysagistes
Les Albums des jeunes architectes et des paysagistes sont des récompenses  décernées par le Ministère de la Culture et de la Communication français depuis 1980.

## Histoire
Créés en 1980, par Joseph Belmont, les Albums des jeunes architectes (AJA) sont attribués à plusieurs lauréats tous les ans jusqu'en 1994. Le prix est ensuite abandonné avant de revenir biennal en 2002 et en 2004 sous le nom des Nouveaux albums des jeunes architectes (NAJA). En 2006, une nouvelle catégorie récompense des paysagistes et le prix prend alors le nom des Nouveaux albums des jeunes architectes et des paysagistes (NAJAP). En 2010, le prix change à nouveau de nom et devient les Albums des jeunes architectes et des paysagistes (AJAP).

## Fonctionnement
Le ministère de la Culture et de la Communication organise un jury qui distingue de jeunes professionnels de moins de 35 ans, afin de soutenir la jeune création architecturale et, depuis 2006, paysagère.
Le jury, placé sous la présidence du ministre de la Culture et de la Communication, sélectionne les candidats (ayant à leur actif, en France, en tant que concepteur, au moins une participation à un concours ou un projet réalisé ou en cours) pour la qualité de conception de leurs projets, pour leur capacité à répondre à des problématiques architecturales, paysagères ou urbaines d’actualité, ainsi que pour la singularité de leurs parcours.
Les lauréats font l’objet d’une campagne de valorisation conjointement mises en place par la Direction générale des patrimoines et la Cité de l’architecture & du patrimoine, l’objectif étant d’offrir un meilleur accès à la commande publique pour cette nouvelle génération.

## Albums des jeunes architectes 1980
- Laurent Beaudoin, Christine Rousselot, Hervé Beaudoin, Jean-Marie Roussel
- Laurent Bourgois, Pierre Edeikins, Patrice de Turenne
- Patrick Celeste, Claude Franck, Jean-Paul Morel, Nicolas Soulier
- Philippe Dubois
- Ahmet Gulgonen, Florence Gulgonen, François Laisney, Ruth Marques
- Michel Kagan
- Maxime Ketoff, Marie Petit

## Albums des jeunes architectes 1982
- Pli Architecture (Marguerite Baczko, Casimir Strzelecki, Agnès Taponier, Piotr Zakrzewski)
- Alain Beraud, Benoît Crepet, Emile Duhart
- Pascal Blaise, Eric Blanchet, Jean Dubus, Olivier Jean-Alexis, Stéphane Jousselin, Denis Lhoste, Stefania Stera
- Roland Jiptner
- Françoise Jourda, Gilles Perraudin
- Jean Magerand, Elisabeth Mortamais
- Michel Rémon
- Jacques Ripault
- Jérôme Treuttel, Jean-Claude Garcias, Jean-Jacques Treuttel

## Albums des jeunes architectes 1983
- Pierre Bolze, Simon Rodriguez-Pages
- Yves Bozelec, Jean-Pierre Porcher, Alain Pelissier
- Olivier Brenac, Xavier Gonzalez
- Jérôme Brunet, Eric Saunier
- Chantal Burgard, Renzo Chiaese, Pierre Le Flem, Denis Legallais, Evelyne Smolarski
- François Confino, Jean-Pierre Duval
- Jacques Hesters, Brigitte Oyon, Philippe Primard
- Christian Labbé
- Jean-François Laurent
- Dominique Perrault
- Jean-Christophe Tougeron

## Albums des jeunes architectes 1984
- Véronique Antoine, Aline Leroy
- Marie-Hélène Badia, Didier Berger
- Valérie Bergeron, Jean-Marc Ibos, Didier Laroque
- Christian Boissière
- Michel Bourdeau
- Bernard Desmoulin
- Bernard Gallon, Daniel Durassier
- Jean-Noël Gris, Jean-Michel Meunier, François Pin
- Hervé Goube, Jean-Pierre Pranlas-Descours

## Albums des jeunes architectes 1985
- Philippe Barthelemy
- Marc Beri, Philippe Gazeau
- Christian Dagand
- Dominique Degeilh, Danièle Maatouk, Albert Amar
- Fabrice Dusapin, François Leclercq
- Jean Mas, François Roux
- Thierry Van De Wyngaert
- Frédéric Borel

## Albums des jeunes architectes 1986
- Canal 3 (Pierre Boudon, Jacques Michel, Yves Monnot)
- Jean-Michel Bossu, Raymond Ribes
- Jean-François Briand, Jean-Louis Cardin
- Odile Decq
- Jean-Luc Dunis, Franck Chopin, Philippe Merle
- Jean-François Guffroy, Jean-Luc Hesters, Jean-Marc Lefebvre
- Olivier Le Boursicot, Philippe Loth, Guillaume Testas
- Patrick Schweitzer
- Jean-Claude Ventre

## Albums des jeunes architectes 1987
- Isabelle Biro, Fabienne Gerin-Jean
- Antoine Bres, Béatrice Mariolle
- Olivier Brochet, Emmanuel Lajus, Christine Pueyo
- Thimothy Culbert, Louis Tournoux
- Marc Fidelle, Jean-Pierre Ledieu, Laurence Meziere
- Jean Leonard, Martine Weissmann
- Jean-Claude Lointier
- Isabelle Richard, Frédéric Schoeller

## Albums des jeunes architectes 1988
- Gilles Barre, Loeiz Caradec, Françoise Risterucci
- Gilles Beguin, J. André Macchini
- Laurent Gouwy, Alain Grima, Jean-Luc Rames
- Brigitte Hellin, Hilda Sebbag
- Jean-Baptiste Lacoudre
- Emmanuel Mourier, José Piquer, Gilles Widmer
- Albert Ollier, Jacques Bedier
- Denise Pradel, Phillipe Villien
- Emmanuel Saadi

## Albums des jeunes architectes 1989
- Carolin Bapst, Bruno Pantz
- Véronique Berthon
- Thibaut Boyer, François Roche
- Suzel Brout, Laura Carducci-Artenisio
- Pierre Caillot
- Xavier Fabre, Vincent Speller
- Bruno Hubert, Michel Roy
- Catherin Lauvergeat, Thierry Naberes
- Alain Le Houedec, Luc Weizmann

## Albums des jeunes architectes 1990
- AVANT-TRAVAUX (Laurent Gardet, Philippe Bonneville, Yves Lamblin, Florence Martin, Philippe Lankry, Laurent Gerbeaud, Luca Ruspantini)
- Pascal Quintard-Hofstein
- François Marzelle, Isabelle Manescau, Hervé Daridan, Édouard Steeg
- Patricia Leboucq
- ÉPINARD BLEU (Frédéric Druot, Jean-Luc Goulesque, Patrick Jean, Luis Filipe Pais de Figueiredo, Jacques Robert, Jean-Charles Zebo)
- PHILTRE (Hervé Dubois, Cyrille Faivre Aublin, Elisabeth Georges, Christophe Massin, Laurent Tournie Bonnefoi)
- Shinobu Akahori
- Serge Theret, Pascal Marchant

## Albums des jeunes architectes 1991
- Olivier Baudry
- Christophe Lab
- Isabelle Devin / Catherine Ranou
- Anne Lacaton / Jean-Philippe Vassal
- NAÇO Architectures (Marcelo Joulia, Alain Renk)
- Gilles Reichardt / Gilles Ferreux
- Richard Scoffier
- Pascal Seurin
- TECTONIQUES (Alain Vargas, Pierre-Yves Lebouc, Jocelyne Duvert, Max-P. Rolland)

Valérie Vaudou

## Albums des jeunes architectes 1992
- Atalante (Laurent Gouyou-Beauchamps, Dominique Quintanilla, Philippe Turcey)
- Véronique Fournier, Yves Bathellier
- François Depresle
- Grégoire Bignier, Nicolas Desmazières et Anouk Legendre (XTU architects)
- Manuelle Gautrand
- Anne-Françoise Jumeau, Louis Paillard
- Thierry Lacoste, Antoinette Robain
- Florence Lipsky et Pascal Rollet (Lipsky+Rollet architectes)

## Albums des jeunes architectes 1993
- Christian Biecher, Ursula Kurz
- Dominique Blanc, Pascal Lefebvre
- Brut d'Architecture (Jean-Paul Back, Jean Brucy, Pascal Fontaine)
- Emmanuel Combarel, Dominique Marrec
- Atelier d'ECOi (Mark Goulthorpe, Zainie Zainul, Yee Pin Tan)
- Anne Forgia, Didier Leneveu
- Nicole Garo, Marc Boixel

## Albums des jeunes architectes 1994
- Bl(o)t (Jean-François Blassel, Jean Lelay, Olivier Touraine)
- Tania Concko, Pierre Gautier
- Daniel Fanzutti
- Reine Sagnes, Jean-Marie Pettes

## Nouveaux albums des jeunes architectes 2002
En 2002, 16 architectes sont récompensés.
Cette promotion fait l'objet d'un numéro hors-série de la revue AMC - Le Moniteur.
- Ministre de la Culture et de la Communication : Catherine Tasca
- Président du jury : Michel Delebarre, ancien ministre, maire de Dunkerque, président de la communauté urbaine de Dunkerque

### Lauréats
- Benjamin Avignon et Saweta Clouet (Avignon-Clouet)
- Aldric Beckmann et Françoise N’Thépé (Beckmann/N'Thépé architectes)
- Denis Brillet, Benoît Fillon et Pascal Riffaud (Block)
- Didier Fiuza Faustino et Pascal Mazoyer (Bureau des Mésarchitectures)
- Karine Chartier et Thomas Corbasson (Chartier-Corbasson architectes)
- Ammar Eloueini (Digit-all Studio)
- Elena Fernandez, David Serero, Arnaud Descombes et Antoine Regnault (dZO architectures)
- Benoît le Thierry d'Ennequin et Yves Pagès (Explorations)
- Gaëlle Hamonic et Jean-Christophe Masson (Hamonic + Masson)
- Raphaëlle Hondelatte
- Djamel Klouche (l'AUC)
- Rémy Marciano
- Anthony Roubaud, Alexandre de Muizon, Eric Dolent et Philippe Maillols (RMDM architectes)
- Stéphane Schurdi-Levraud
- Olivier Souquet
- Charles-Henri Tachon

## Nouveaux albums des jeunes architectes 2004
En 2004, 14 architectes sont récompensés.
Cette promotion fait l'objet d'une exposition, dont la scénographie a été réalisée par le Bureau des Mésarchitectures (Didier Fiuza Faustino et Pascal Mazoyer), et d'un numéro hors-série de la revue d'Architectures.
- Ministre de la Culture et de la Communication : Renaud Donnedieu de Vabres
- Président du jury : Ian Ritchie, architecte

### Lauréats
- Jérôme de Alzua (Jérôme de Alzua architecture)
- Stéphane Fernandez et Ivry Serres (Atelier Fernandez-Serres)
- Cécile Brisac
- Benjamin Colboc et Manuela Franzen (Colboc & Franzen)
- Maria Colomer et Adrien Dumont (Colomer-Dumont)
- Karine Herman
- Benoît Jallon et Umberto Napolitano (Lan Architecture Design)
- David Llamata et Charles Berthier (Ilamata+Berthier/LLB Architecture)
- Agissilaos Pangalos et Sylvie Dugasse (Pangalos Dugasse)
- Jean-Christophe Quinton
- Julien Rathle et Sébastien Duron (Rathle & Duron)
- Florent Rougemont et Matthieu Brutsaert (Tomorrow)
- Clément Vergély
- Sébastien Chabbert, Frédéric Guillierme, Jean-Marie Pouliquen, Alexander Sachse et Arnaud Vialla (Wonderland.productions)

## Nouveaux albums des jeunes architectes et des paysagistes 2006
En 2006, 22 architectes et 5 paysagistes sont récompensés,.
Cette promotion fait l'objet d'une exposition, dont la scénographie a été réalisée par Karine Herman, à la Cité de l'architecture et du patrimoine à Paris du 15 novembre 2006 au 7 janvier 2007, et de deux ouvrages, publiés aux éditions Jean-Michel Place.
- Ministre de la Culture et de la Communication : Renaud Donnedieu de Vabres
- Coprésident du jury : Ann-José Arlot, directrice chargée de l’architecture au ministère de la Culture et de la Communication
- Coprésident du jury : Edith Girard, architecte
- Coprésident du jury : Michel Desvigne, paysagiste

### Lauréats architectes
- Caroline Barat et Thomas Dubuisson (Agence Search)
- Serge Joly et Paul-Emmanuel Loiret (Architecture-System)
- Matthias Armengaud, Alessandra Cianchetta, Sébastien Demont, Arnaud Hirschauer et Aurélien Masurel (AWP)
- Nicolas Bonnenfant et Pablo Georgieff (Coloco)
- Gricha Bourbouze et Cécile Graindorge (Bourbouze & Graindorge)
- Angélique-Loisy Bonnamour (Cubik Architecture)
- Sophie Delhay (Boskop)
- Julien Choppin et Nicola Delon (Encore Heureux)
- Stéphane Faidherbe et Luis Miguel Pinto Conçalves (FP)
- Guillaume Segond (Guillaume Segond Architectes)
- Mathurin Hardel (H+LB Architectes)
- Mahmoud Keldi (Mahmoud Keldi Architectes)
- Matthieu Gelin et David Lafon (Gelin Lafon Architectes)
- Eva Meinhardt
- Marta Mendonça (Inspace)
- Alessandra Faticanti et Roberto Ferlito (Nabito Arquitectura)
- Reza Azard et Daniel Mészáros (Projectiles)
- Alix Héaume et Adrien Robain (RH+ Architecture)
- Christophe Rousselle et Nicolas Laisné (Rousselle & Laisné Architectes)
- Olivier Camus et Lydéric Veauvy (Tank Architectes)
- Alain Trévelo et Antoine Viger-Kohler (TVK)
- Raphaël Voinchet (W-Architectures)

### Lauréats paysagistes
- Claire Gilot et Daphné Mandel (Gilot & Mandel)
- Thierry Kandjee (Taktyk)
- Olivier Baert et Gaëlle Pinier (map [paysagistes])
- Juliette Bailly-Maître, Ronan Gallais et Marion Guermonpre (Mutabilis)
- Marion Talagrand (Atelier Tangente)

## Nouveaux albums des jeunes architectes et des paysagistes 2008
En 2008, 15 architectes et 5 paysagistes sont récompensés.
Cette promotion fait l'objet d'une exposition, dont la scénographie a été réalisée par Projectiles (Réza Azard, Hervé Bouttet et Daniel Meszaros), à la Cité de l'architecture et du patrimoine à Paris du 8 octobre 2008 au 25 janvier 2009, et d'un ouvrage coédité par Archibooks et la Cité de l'architecture et du patrimoine.
- Ministre de la Culture et de la Communication : Christine Albanel
- Coprésident du jury : Jean Gautier, directeur chargé de l’architecture au ministère de la Culture et de la Communication
- Coprésident du jury : Francis Soler, architecte
- Coprésident du jury : Olivier Philippe, paysagiste

### Lauréats architectes
- Jonathan Bruter et Pacôme Bommier (3box)
- Adélaïde Marchi (Marchi_Architectes)
- Cyrille Berger (Berger & Berger)
- Dan Dorell, Lina Ghotmeh et Tsuyoshi Tane (Dorell Ghotmeh Tane / Architectes)
- Olivier Charles, Antoine Cordier, Armel Neouze et Jacques Gelez (Drop Architectes)
- Franklin Azzi (Franklin Azzi Architecture)
- Charlotte Hubert et Jean-Jacques Hubert (H2o architectes)
- Olivier Boucheron
- Pierre Audat
- Raphaël Gabrion
- Stefan Matthys et Boris Schneider (Sam Architecture)
- Grégory Bousquet, Carolina Bueno, Olivier Raffaelli et Guillaume Sibaud (Triptyque)
- Vladimir Doray (WRA)
- Yves Moreau (Studio Muoto Architectes)
- Alexandro Cambi, Ludovica di Falco, Francesco Marinelli et Paolo Mezzalama (Scape)

### Lauréats paysagistes
- Valentine Ader et Clotilde Viellard-Buchet (Atelier du Serpentaire)
- Bas Smets (Bureau Bas Smets)[8].
- Emmanuelle Blanc (Emma Blanc)
- Philippe Coignet (Office of Landscape Morphology)
- Xavier Perrot (Cao/Perrot Studio)

## Albums des jeunes architectes et des paysagistes 2010
En 2010, 12 architectes et 3 paysagistes sont récompensés.
Cette promotion fait l'objet d'une exposition, dont la scénographie a été réalisée par Marchi_Architectes (Adélaïde et Nicola Marchi), à la Cité de l'architecture et du patrimoine à Paris du 11 juin 2010 au 5 septembre 2010, et d'un ouvrage coédité par Monografik Éditions et la Cité de l'architecture et du patrimoine.
- Ministre de la Culture et de la Communication : Frédéric Mitterrand
- Coprésident du jury : Jean Gautier, directeur, adjoint au directeur général des patrimoines, chargé de l’architecture au ministère de la Culture et de la Communication
- Coprésident du jury : Christian Hauvette, architecte
- Coprésident du jury : Pascal Cribier, paysagiste

### Lauréats architectes
- Julien Abinal (Abinal & Ropars)
- Xavier Wrona (Est-ce ainsi)
- Pierre Janin et Rémi Janin (Fabriques architectures paysages)
- Guillaume Aubry, Cyril Gauthier et Yves Pasquet (Freaks freearchitects)
- Ilham Laraqui (Laraqui - Bringer architecture)
- Stéphane Malka (Stéphane Malka Architecture)
- François Chas, Nicolas Guerin, Fabrice Long et Paul Maître-Devallon (NP2F)
- Guillaume Grenu, Alice Vaillant et Nicolas Le Meur (OLGGA architectes)[10]
- Julien Perraud (Atelier RAUM architectes)
- Thomas Raynaud (BuildingBuilding)
- Stéphanie Vincent (Berranger & Vincent architectes)
- Emmanuelle Weiss

### Lauréats paysagistes
- Amélie Salles et Rémi Salles (A+R Salles Paysagistes)
- Thomas Boucher (Praxys)
- Marion Vaconsin (Bourriette & Vaconsin)

## Albums des jeunes architectes et des paysagistes 2012
En 2012, les AJAP distingue 14 équipes d'architectes et 3 équipes de paysagistes.
Cette promotion "Christian Hauvette", en hommage à l'architecte français décédé en 2011 et qui avait coprésidé le jury de la promotion précédente, a fait l'objet d'une exposition, dont la scénographie a été réalisée par Freaks Freearchitects (Guillaume Aubry, Cyril Gauthier et Yves Pasquet), lauréats de l'édition 2010. L'exposition s'est tenue jusqu'au 9 décembre 2012 à la Cité de l'architecture et du patrimoine à Paris, avant de arrêter dans plusieurs régions. Premier arrêt à Nancy, du 15 janvier au 7 février 2013, à l'École Nationale Supérieure d'Architecture. 
- Ministre de la Culture et de la Communication : Frédéric Mitterrand
- Coprésident du jury : Bertrand-Pierre Galey, directeur, adjoint au directeur général des patrimoines, chargé de l’architecture.
- Coprésident du jury : Frédéric Borel, architecte, Grand Prix national de l’architecture 2010
- Coprésident du jury : Michel Desvigne, paysagiste, Grand Prix de l’urbanisme 2011

### Lauréats architectes
- Atemps architecture (Gemma Serra Vila et Jean-Romain Munvez)
- Antonini + Darmon architectes (Tom Darmon)
- Atelier Calas (Guillaume Cala)
- Ciguë (Alphonse Sarthout et Erwan Levêque)
- Des Clics et des Calques (Nathalie Couineau, Mathilde Jauvin et Camille Besuelle)
- Detroit architectes (Pierre-Yves Arcile et Benoît Moreira)
- Gens (Mathias Roustang, Guillaume Eckly, Jean-Baptiste Friot et Sylvain Parent)
- MU (Ludovic Malbet, Maïra Caldoncelli Vidal et Grégoire Dubreux)
- Nadau Lavergne Architectures (Vincent Lavergne et Jérémy Nadau)
- Nicolas Reymond Architecture & Urbanisme (Nicolas Reymond)
- Pan architecture (Mathieu Barbier-Bouvet et Jean-Luc Fugier)
- Parc Architectes (Brice Chapon)
- Philippe Rizzotti architectes (Philippe Rizzotti)
- Visible (Guillaume Bellanger)

### Lauréats paysagistes
- AC & T Paysages et Territoires (Thomas Secondé)
- Atelier Roberta (Alice Mahin, Chloé Sanson et Céline Aubernias)
- D’ici là paysagistes (Claire Trapenard et Sylvanie Grée)

## Albums des jeunes architectes et des paysagistes 2014

### Lauréats architectes
- Alice Wijnen (R Architecture) (Alice Wijnen)
- AtelierPNG architecture (Antoine Petit, Nicolas Debicki, Grichka Martinetti)
- Boidot & Robin Architectes (Julien Boidot, Émilien Robin)
- Boris Bouchet Architectes (Boris Bouchet)
- Boris Nauleau (Boris Nauleau)
- Elias Guenoun Architecture (Elias Guenoun)
- Loïc Picquet Architecte (Loïc Picquet)
- Lucie Niney (Niney et Marca Architectes, Lucie Niney)
- Marie Zawistowski (Onsite, Marie Zawistowski)
- Mars Architectes (Julien Broussart, Raphaël Renard)
- Mounir Ayoub (Mounir Ayoub)
- Studio 1984 (Jordi Pimas Megias, Jean Rehault, Marina Ramirez Ruiz)
- Studiolada Architectes (Christophe Aubertin, Benoît Sindt, Agnès Hausermann, Xavier Géant, Éléonore Nicolas)[14].

### Lauréats paysagistes
- Atelier Altern (Sylvain Morin, Aurélien Zoia)
- Bassinet Turquin Paysage (Grégoire Bassinet, Rémy Turquin)
- La Plage Architecture et paysage (Guillaume Derrien, Gauthier Le Romancer)
- Sylvain Delboy (Atelier Sensomoto, Sylvain Delboy)
- Trajectoires (Clémentine Henriot, Laure Thierrée)[14].

## Albums des jeunes architectes et des paysagistes 2016

### Lauréats architectes
- Yann Caclin de l’agence ABC Studio
- Aymeric Antoine et Pierre Dufour de l’agence Antoine-Dufour Architectes
- Amélie Fontaine de l’Atelier Amélie Fontaine
- Benjamin Van den Bulcke de l’Atelier Architecture, territoires, Paysage (ATP)
- Félix Mulle de l’Atelier de L’Ourcq
- Frédéric Einaudi, Maxime Gil et Anthony Rodrigues de l’Atelier EGR
- Isabelle Buzzo et Jean-Philippe Spinelli de l’Agence Buzzo-Spinelli Architecture
- Nicolas Dorval-Bory de l’agence Nicolas Dorval-Bory Architectes
- Benjamin Lafore et Sébastien Martinez-Barat de l’agence Martinez Barat-Lafore Architectes
- Anne-Julie Martinon de l’agence MAAJ Architectes
- Quentin Belin, Pierre Heulhard de Montigny et Marie-Hélène Pinoche de l’agence Mutations Architectes
- Stéphanie Durniak, Marie Fade, Baptiste Franceschi et Caroline Mangin de l’agence OH! SOM Architectes
- Gaspard Pinta
- Guillaume Ramillien de l’agence Guillaume Ramillien Architecture
- Sonia Leclercq et Jean-Aimé Shu de l’agence Soja Architecture

### Lauréats paysagistes
- Rozenn Duley de l’agence A-MAR
- Aurélien Albert et Mélanie Gasté de l’atelier GAMA
- Stanislas Bah-Chuzeville, Richard Mariotte, Arnaud Mermet-Gerlat et Michaël de Joussineau de Tourdonnet de l’agence LES Jardiniers Nomades
- Lætitia Lasanté de l’agence Omnibus
- Mathieu Gontier et Estelle Ollivier de l’agence Wagon Landscaping

## Albums des jeunes architectes et des paysagistes 2018

### Lauréats Paysagistes
- Grégory MORISSEAU de l'agence CHORÈME
- Elise et Martin HENNEBICQUE  ELISE & MARTIN HENNEBICQUE ARCHITECTURE DU PAYSAGE & DES JARDINS
- Hervé DER SAHAKIAN de l'atelier HERVÉ DER SAHAKIAN CONCEPTEUR PAYSAGISTE
- Mathieu DELMAS et Léa HOMMAGE de l'atelier LA FORME ET L'USAGE
- François HÉRISSET et Damien ROGER de l'agence PALUDES

### Lauréats Architectes
- Charlotte LOVERA et Elise GIORDANO de l’Atelier AÏNO
- Laurent DIDIER, Mathieu LE NY et Louis LEGER de l’agence BAST
- Sophie DELAGE et Mathieu GRENIER de l’atelier COMBAS ARCHITECTES
- Mathilde GAUDEMET et Arthur OZENNE de l’agence DIXNEUFCENTQUATREVINGTSIX
- Jean-Benoît VÉTILLARD de l’agence JEAN-BENOÎT VÉTILLARD ARCHITECTURE
- Jean-François MADEC de l’agence JEAN-FRANÇOIS MADEC ARCHITECTE
- Jérôme GLAIROUX de l’agence LINK ARCHITECTES
- Sébastien MAGREZ de l’Atelier MIMA
- Jean-Mathieu de LIPOWSKI, Alicia ORSINI et François TRAMONI de l’agence ORMA ARCHITETTU
- Paul VINCENT de l’agence PAUL VINCENT, ARCHITECTE
- Régis ROUDIL de l’atelier RÉGIS ROUDIL ARCHITECTES
- Valentine GUICHARDAZ-VERSINI de l’Atelier RITA
- Damien ANTONI et Achille BOURDON de l’agence SYVIL - ARCHITECTURES DU SYSTÈME VILLE
- Mathieu BARRÉ, François GUINAUDEAU et Romain PRADEAU de l’agence TITAN
- Ludovic ZACCHI de l’agence ZACCHI

## Albums des jeunes architectes et des paysagistes 2020

### Lauréats Paysagistes
- Altitude 35 / Benoît Barnoud et Clara Loukkal – Saint-Denis (93)
- Atelier du sillon / Nicolas Besse et Pauline Gillet – Molières (24)
- Atelier L. Paysage & urbanisme / Florine Lacroix – Vinezac (07)
- le MA Paysage / Giulia Pignocchi et Julien Truglas – Lille (59)

### Lauréats Architectes
- A6A / Roberto de Uña, Michel Hardoin et Antoine Ragonneau – Bordeaux (33)
- Atelier Boteko / Léa Casteigt – Paris (75)
- L’Atelier Senzu / David Dottelonde et Wandrille Marchais – Paris (75)
- Bien Urbain – atelier d’architecture / Jérôme Stablon – Paris (75)
- Cros & Leclercq Architectes / Benjamin Cros et Rémy Leclercq – Toulouse (31)
- Atelier Delalande Tabourin (ADT) / Nicolas Delalande et Sébastien Tabourin – Paris (75)
- Forall Studio / Hugo Crespy – Paris (75)
- Julien Gougeat Architecture / Julien Gougeat – Paris (75)
- G R A M M E / Romain Freychet et Antoine Prax – Paris (75)
- Lucas Jollivet / Lucas Jollivet – Lyon (69)
- Lis & Daneau Architectes / François Lis et Clément Daneau – Grenoble (38)
- MoonWalkLocal / Axel Adam, Lucas Geoffriau, Étienne Henry, et Camille Ricard – Bordeaux (33)
- Oyapock architectes / Adrien Mondine Paris – (75)
- Récita Architecture / Christophe Desvignes et Luc Pigeon – Lyon (69)
- Sapiens Architectes / Yann Legouis et Baptiste Manet – Montpellier (34)

## Albums des jeunes architectes et des paysagistes 2023
Placé sous la présidence de la ministre de la Culture, Rima Abdul Malak, il était co-présidé par Alain Freytet, paysagiste Grand Prix National du paysage 2022 et par Philippe Prost, architecte, Grand Prix national de l'architecture 2022. 
Organisé tous les deux ans avec le soutien de la Cité de l'architecture et du patrimoine, les AJAP sont ouverts aux architectes et paysagistes-concepteurs âgés de 37 ans et moins au 31 décembre 2023, sans condition de nationalité, ayant réalisé un projet ou participé à un concours en France. Le concours récompense les jeunes professionnels qui se distinguent par leurs capacités de conception et d'innovation, le soin apporté à la réalisation de leurs projets et par leur engagement au regard des enjeux sociétaux. Depuis 1980, le processus des AJAP a évolué à plusieurs reprises pour s'adapter aux pratiques professionnelles des jeunes générations. 
Pour la première fois cette année et à titre expérimental le palmarès a été ouvert aux diplômés en architecture, qui n’exercent pas la maîtrise d’œuvre en leur nom propre mais qui explorent d’autres voies professionnelles grâce à leurs compétences en architecture en tant que salariés ou entrepreneurs dans des domaines tels que : représentation graphique et maquette, maîtrise d'œuvre d'exécution, maîtrise d'ouvrage, planification, scénographie, médiation culturelle etc.
Le jury s’est donc également réuni pour sélectionner les lauréats de cette 3e catégorie: “Autres voies de l'architecture”.
Philippe Prost nous incite à B penser une architecture une et indivisible pour tisser des liens entre les époques et les usages, entre l’architecture et son contexte, entre la mémoire et la création, entre les savoir-faire et les innovations, que ce soit à l’échelle de la pièce, du bâtiment, de l’îlot, du quartier, de la ville ou encore à celle d’un paysage ou d’un territoire tout entier C.
Alain Freytet promeut en écho une démarche paysagère, allie connaissance fine des terrains, ingénierie locale et participation citoyenne ce qui constitue un levier indispensable pour accompagner et déployer des projets cohérents au service de la transition écologique.
Les lauréats de cette session des AJAP, ainsi que les lauréats de la mention " autres voies " illustrent par leurs pratiques et leurs propositions cette ambition pour un nouvel art de bâtir les villes, les édifices et les territoires dans les métropoles comme en zone rurale ou en ville moyenne.
- Ministre de la Culture et de la Communication : Rima Abdul Malak
- Coprésident du jury : Philippe Prost, architecte, Grand Prix National de l’architecture 2022
- Coprésident du jury : Alain Freytet, paysagiste, Grand Prix National du paysage 2022

### Lauréats architectes
- ANATOMIES D’ARCHITECTURE - Alice Mortamet, Mathis Rager, Emmanuel Stern, Raphaël Walter
- ADROIT PUJOL ARCHITECTES (APA) - Anabelle Adroit, Clémentine Pujol
- ANDRE GUIRAUD
- ARNOU - Pierre Joseph ARNOU, Simon ARNOU
- BANCAU - Maxime Bergeret, Mario Sebbane, Gaël Sellier
- BELVAL & PARQUET ARCHITECTES (B&P) – Charlotte Belval, Pierre Parquet
- BRA - Timothée Château, Simon Masson
- CALC – Marine Canté
- CHARLOTTE ALLARD ARCHITECTURE – Charlotte Allard
- DECHELETTE ARCHITECTURE – Philibert Déchelette, Emmanuelle Déchelette
- DIEU & BICHO ARCHITECTES – Daniel Bicho, Julie Dieu
- EJO COOPERATIVE - Fanny Costecalde, Benjamin Froger, Lucie Garzon, Guillaume Wittmann
- ESNARD ET SANZ – Antoine Esnard, Fabien Sanz
- MARGUERITE PUEYO ARCHITECTES - Justine Lajus-Pueyo, Margaux Moinard, Margaux Rieublanc
- MATERRA – Ophélie DOZAT, Lucien DUMAS

### Lauréats paysagistes
- Agence AGAP - Arthur AZAGURY, Baptiste GALLINEAU
- Atelier Iris CHERVET
- Les Marneurs - Antonin AMIOT, Geoffrey CLAMOUR et Julien ROMANE
- ZB Paysage - Bertrand COQUIN, Zacharie CHAUVET

### Lauréats nouvelle mention: Autres voies de l'architecture
- Au titre de la médiation architecturale et culturelle : - Association Abité - Lauriane JACQUES, David FONTCUBERTA, Rafael SALCEDO
- Au titre de la critique d’architecture:  - Margaux DARRIEUS
- Au titre de la médiation architecturale à destination des jeunes publics, et de la recherche:  - Roberta GHELLI
- Au titre de l’assistance à maîtrise d’ouvrage et des approches patrimoniales:  - Raphaël LESCURE
- Au titre de la planification urbaine et de l’assistance à maîtrise d’ouvrage:  - POWA - Lisa POLETTI – CLAVET, Marguerite WABLE.